# Awasasjön
Awasasjön är en sjö i Etiopien.   Den ligger i regionen Sidama, i den centrala delen av landet, 220 km söder om huvudstaden Addis Abeba. Arean är 129 kvadratkilometer. Den sträcker sig 16,1 kilometer i nord-sydlig riktning, och 10,1 kilometer i öst-västlig riktning.
Staden Awasa ligger vid Awasasjön.